# Enrico Forcella
Enrico Forcella (n. 18 octombrie 1907, Monaco – d. 1989, Venezuela) a fost un trăgător de tir ce a reprezentat Venezuela, medaliat olimpic. A participat la 3 ediții ale Jocurilor Olimpice (1960, 1964, 1968) în care a câștigat o medalie de bronz.